# قرقاول طاووسی خاکستری
قرقاول طاووسی خاکستری (نام علمی: Polyplectron bicalcaratum) نام یک گونه از زیرخانواده قرقاولیان است.